# Margaret Macpherson Grant
Margaret Macpherson Grant, née le 27 avril 1834 à Charlestown of Aberlour et morte le 14 avril 1877 dans le même village, est une philanthrope et une héritière écossaise issue d'une famille de notables ruraux. Originaire d'Aberlour, elle est la fille d'un chirurgien et reçoit son éducation dans le comté de Hampshire. Devenue enfant unique à la suite du décès prématuré de son frère aîné en Inde en 1852, elle hérite en 1854 d'un patrimoine conséquent de son oncle, Alexander Grant.
Installée à Aberlour House, une demeure conçue par William Robertson pour son oncle, Margaret Macpherson Grant incarne une figure singulière qui défie les conventions sociales de son époque. Son style vestimentaire audacieux, qualifié de « viril » par les chroniqueurs contemporains, n'est que le premier indice de sa personnalité non-conformiste. En 1864, sa rencontre avec Charlotte Temple à Londres marque le début d'une relation profonde. Leur union, bien que tacite, témoigne d'une connexion émotionnelle et intellectuelle peu commune, tandis que sa philanthropie révèle une dimension humaniste remarquable. Ses contributions généreuses à l'Église épiscopale écossaise se concrétisent par la création de l'orphelinat qui deviendra plus tard l'Aberlour Child Care Trust, ainsi que par la fondation de l'église épiscopale Saint-Margaret à Aberlour. Parallèlement, Margaret Macpherson Grant lutte contre une dépendance alcoolique tenace et résiste aux interventions répétées de ses proches, illustrant la complexité de sa personnalité : à la fois bienfaitrice inspirante et femme en proie à ses propres démons intérieurs.
Initialement, Margaret Macpherson Grant établit plusieurs dispositions testamentaires désignant Charlotte Temple comme légataire principale. Cependant, consécutivement au départ de Charlotte Temple, qui contracte un mariage hétéronormatif, Margaret Macpherson Grant procède à la révocation de ces dispositions. Son décès survient cinq mois après cette modification testamentaire, alors qu'elle est âgée de quarante-deux ans, sans avoir rédigé de nouveau testament valide. Cette situation d'intestat génère un contentieux successoral significatif. L'ancien partenaire de Margaret Macpherson Grant, s'estimant lésée, intente une action en justice. Le tribunal, appliquant les principes successoraux en vigueur, statue que la majeure partie de la succession doit être dévolue à des collatéraux apparentés, bien que vraisemblablement peu connus de la défunte.

## Jeunesse et famille
La généalogie de Margaret Macpherson Grant s'ancre dans le contexte socio-territorial du Banffshire écossais du XIXe siècle. Ses parents, Annie Grant et Alexander Macpherson, domiciliés à Garbity, incarnaient une configuration familiale caractéristique de la bourgeoisie provinciale. Alexander Macpherson exerce la profession de chirurgien à Aberlour, dans la région de Moray. Son épouse, Annie Grant, issue d'une famille socialement distinguée, contracte une alliance matrimoniale qui transgresse potentiellement les normes hiérarchiques contemporaines, en épousant un praticien de statut social apparemment inférieur. Leur union, officialisée le 30 avril 1825, donne naissance à leur premier descendant, Alexander Grant Macpherson, en 1828. Margaret Gordon Macpherson, ultérieurement connue sous le patronyme de Macpherson Grant, voit le jour le 27 avril 1834. Durant sa période adolescente, Margaret bénéficie d'une éducation au sein de l'institution scolaire de Hampstead, située dans le nord de Londres. Ce cadre académique lui permet d'établir des interactions intellectuelles significatives, notamment avec Mary Ann Stodart, figure emblématique de l'émancipation féminine et des mouvements pédagogiques progressistes. La configuration familiale connaît une mutation cruciale avec le décès prématuré d'Alexander Grant Macpherson en Inde en 1852. Cet événement repositionne Margaret en qualité d'unique héritière survivante, modifiant substantiellement sa trajectoire existentielle et successorale.
Alexander Grant, oncle maternel de Macpherson Grant, représente un archétype des entrepreneurs coloniaux écossais du début du XIXe siècle. Originaire de Drumfurrich Farm, à Aberlour, il développe une trajectoire économique significative en Jamaïque, où il consolide une fortune substantielle par ses activités de planteur et de marchand. Son engagement dans le système colonial se caractérise par sa position de propriétaire d'esclaves et de membre de la législature jamaïcaine. Les sources historiques attestent sa présence à Londres durant les années 1820', et un retour à Aberlour en 1829 pour les funérailles de son père, George Grant, agriculteur local. L'abolition de l'esclavage en 1833 constitue un tournant décisif dans sa trajectoire économique. Grant bénéficie du programme gouvernemental d'indemnisation des propriétaires d'esclaves et obtient une compensation de 24 000 livres sterling au titre de la perte de ses actifs serviles et commerciaux. En 1838, il commande à l'architecte William Robertson la construction d'Aberlour House, manifestant son ambition de réintégration sociale et territoriale. Bien que projetée comme sa résidence officielle, l'occupation effective de la propriété demeure hypothétique. Parallèlement, Grant maintient des connexions commerciales actives à Londres en tant que marchand.
Alexander Grant est impliqué dans des entreprises coloniales jamaïcaines aux côtés d'Alexander Donaldson et Alexander Thomson. Ces propriétaires, distants de leurs domaines, confient leur gestion à un réseau administratif localisé à Kingston, comprenant des avocats, des  et des surveillants résidant sur les plantations. La mort successive de Donaldson en 1807 et de Thomson en 1818 révèle les fragilités structurelles de ce modèle de gestion. Les complications juridiques et financières qui s'ensuivent génèrent un contentieux prolongé entre les héritiers, compromettant la viabilité économique des exploitations. Face à l'insuffisance des revenus pour couvrir les dettes et les intérêts accumulés, Grant préconise la vente des plantations comme stratégie de résolution. Cependant, les administrateurs locaux John Meek et Joseph Green opposent une résistance significative, contestant les injonctions de la Court of Chancery.

## Vie d'adulte

### L'héritière
Le décès d'Alexander Grant en 1854 constitue un moment crucial pour Margaret Macpherson Grant, jeune héritière de vingt ans. L'héritage, d'une valeur significative de 300 000 livres sterling', englobe Aberlour House et des domaines patrimoniaux situés en Écosse et en Jamaïque. La succession comporte des dispositions financières complexes : un versement conditionnel de 20 500 livres sterling, subordonné à l'atteinte de la majorité, une rente annuelle de 1 500 livres sterling, ainsi que divers biens personnels et bijoux. Le patrimoine jamaïcain comprend plusieurs plantations stratégiques, dont Brampton Bryan, Bryan Castle, Fairfield, Low Layton, Orange River et Orange Vale, avec des parts dans les domaines de Nonsuch et Unity. La plantation d'Orange Vale illustre parfaitement les mutations économiques coloniales. Établie en 1780, son modèle économique initial repose sur la monoculture caféière, associée à l'économie servile jusqu'en 1813. Les transformations structurelles du système colonial se manifestent progressivement, passant d'une économie fondée sur la culture du café et l'exploitation servile à une diversification agricole centrée sur l'élevage bovin et la production de piment et de citron vert entre 1850 et 1863. Au moment de la transmission successorale, la plantation traverse une phase de fragilité économique critique. La commercialisation du bétail devient la principale source de revenus pour la jeune femme, traduisant les profondes reconfigurations économiques consécutives à l'abolition de l'esclavage. 
Le testament d'Alexander Grant comporte une clause nominative spécifique : Margaret doit adopter le patronyme Grant. À cette fin, son père sollicite l'approbation royale pour l'adjonction du nom de famille et l'utilisation des armoiries combinées des familles Grant et Macpherson. Le consentement officiel est accordé en juin 1854. Après avoir investi Aberlour House, Margaret Macpherson Grant entreprend immédiatement des travaux de modernisation et d'agrandissement. Elle mande A. & W. Reid pour réaliser ces aménagements. Les architectes procèdent à plusieurs modifications significatives : installation de baies vitrées dans certaines pièces, extension des locaux de service pour intégrer une nouvelle salle de bal et construction d'une élégante porte cochère à l'entrée principale. Parallèlement à ces transformations immobilières, Margaret Macpherson Grant adopte un style de vie caractéristique de l'aristocratie terrienne écossaise de l'époque. Elle consacre une partie de son temps aux activités cynégétiques, notamment la pêche au saumon, et voyage fréquemment, déléguant la gestion de ses domaines jamaïcains à l'agence Milne & Co d'Elgin. Profondément engagée dans la sphère religieuse, Margaret Macpherson Grant demeure une fervente partisane de l'Église épiscopale écossaise. Cette conviction se traduit dans ses dispositions testamentaires, puisqu'elle lègue l'intégralité de sa fortune à cette institution, manifestant ainsi un attachement indéfectible à ses convictions spirituelles et institutionnelles.

### Rencontre avec Charlotte Temple
En 1864, lors d'un voyage à Londres, Margaret Macpherson Grant fait la connaissance de Charlotte Temple, âgée de vingt-deux ans et fille de William Temple, propriétaire terrien et ancien shérif du Wiltshire. Au cours de cette même année, Temple rend visite à Margaret Macpherson Grant à Aberlour et y séjourne jusqu'au printemps 1865. Quelques semaines après le départ de son amie, Margaret Macpherson Grant retourne à Londres et les deux jeunes femmes renforcent davantage leur relation amicale. Margaret Macpherson Grant fait également la connaissance du cercle relationnel de Charlotte Temple. Ultérieurement, Macpherson Grant sollicite l'autorisation des parents de Temple pour que Charlotte puisse résider de manière permanente à Aberlour, proposant en contrepartie de faire de Temple son héritière. Bien qu'initialement réservés, les parents de Charlotte consentent finalement à cette proposition. Immédiatement après, Margaret Macpherson Grant se rend chez son notaire londonien afin de rédiger un nouveau testament. Contrairement à ses intentions précédentes de léguer sa succession à l'Église épiscopale, elle décide de la transmettre à ses éventuels descendants. En cas d'absence de descendance, la succession sera dévolue à sa tante Margaret Gordon, ou à défaut, à Charlotte Temple. À la sortie de l'étude notariale, Margaret Macpherson Grant rejoint Charlotte Temple, qui l'attend dans un véhicule, et lui remet symboliquement le stylo ayant servi à la rédaction du testament en déclarant : « Comprenez-vous ce que je viens d'accomplir ? Je vous ai désignée comme mon héritière. Conservez ce stylo ».
Après s'être installées à Aberlour House, Macpherson Grant et Charlotte Temple mènent une existence à la fois rustique et passionnée. Leur quotidien alterne entre des activités cynégétiques et agricoles, qui attirent régulièrement l'attention des chroniqueurs locaux. Les journaux de l'époque relatent avec un mélange de fascination et de pruderie leurs expéditions de chasse et leurs succès dans les concours agricoles régionaux. Margaret Macpherson Grant déploie un engagement philanthropique remarquable, notamment envers les institutions ecclésiastiques. Sa relation avec Charlotte Temple, documentée dans l'ouvrage The History of the Province of Moray (1882), défait les conventions sociales de l'époque victorienne. Leurs gestes intimes — comme le port d'une bague à l'annulaire gauche par Macpherson Grant, ou les lettres où Charlotte se désigne comme sa « femme » — suggèrent une union bien plus profonde qu'une simple amitié. Cette rélation inhabituelle pour l'époque est vertement critiquée et la presse locale ne ménage pas ses commentaires, qualifiant leur mode de vie de « bêtise remarquable ». Les descriptions de Margaret Macpherson Grant oscillent entre réprobation et fascination : on la dépeint comme une femme à la « nature déterminée », « masculine en apparence et virile en tenue ». L'historienne Rachel Lang offre une lecture plus nuancée. Selon elle, la fortune considérable de Margaret Macpherson Grant et ses généreux investissements caritatifs lui confèrent une « marge de manœuvre sociale » exceptionnelle. Sa position économique et son réseau d'influence lui permettent de défier les normes sociales avec une relative impunité.
À la fin des années 1860, Margaret Macpherson Grant lutte contre une dépendance à l'alcool profondément ancrée. Son parcours est marqué par des cycles alternant entre tentatives de sobriété et rechutes destructrices. Charlotte Temple, sa compagne, déploie des efforts constants pour la soutenir, cherchant à la fois à préserver sa santé et à protéger sa réputation sociale. Le père de Margaret Macpherson Grant, conscient de la gravité de la situation, tente également d'intervenir. Sa présence à Aberlour House en 1870 semble momentanément stabiliser la situation. Cependant, son décès en avril 1871 provoque une rechute dramatique, privant Margaret Macpherson Grant de son principal soutien moral. Confrontée à une double perte — celle de son père et de sa tante Margaret Gordon décédée en 1866 — Margaret Macpherson Grant entreprend une réorganisation méticuleuse de ses affaires personnelles et patrimoniales. Le 31 mai 1872, elle entame une démarche complexe de planification successorale, révélant la profondeur de ses préoccupations familiales et sentimentales. Son testament initial prévoit de léguer sa succession à d'hypothétiques enfants, ou à défaut, à Charlotte Temple et ses héritiers. Cependant, les subtilités juridiques entre droit anglais et écossais compliquent rapidement le processus. Les avocats écossais émettent des réserves substantielles sur la validité du document initial. Saisie par l'angoisse de voir son testament potentiellement contesté, Margaret Macpherson Grant pousse ses conseillers juridiques, Gibson-Craig & Co, à produire un nouveau document le 8 mars 1873. Ce testament innovant inclut une clause dissuasive : tout héritier contestant l'arrangement se verrait privé de l'héritage, Charlotte Temple recevant alors un legs conséquent de 20 000 livres sterling. Au-delà des aspects financiers, Margaret Macpherson Grant formule une dernière volonté symbolique : son héritier devrait porter le nom et les armoiries des Grant d'Aberlour, perpétuant ainsi l'héritage familial.

### Philanthropie
Margaret Macpherson Grant poursuit son mécénat en faveur de l'Église épiscopale écossaise. Sa contribution philanthropique se manifeste notamment par l'acquisition de l'orgue de la Cathédrale Saint-André d'Inverness, édifiée entre 1866 et 1869 sous la direction architecturale d'Alexander Ross'. En 1874, elle entreprend de convaincre le chanoine Charles Jupp de la rejoindre à Aberlour et lui propose le poste d'aumônier personnel et la perspective de développer un projet caritatif novateur : la construction d'un orphelinat intégrant une église et une école. L'institution est officiellement établie en 1875, sous la supervision administrative de Charles Jupp. Initialement logé dans un cottage provisoire, l'orphelinat bénéficie rapidement de la construction de locaux dédiés. Alexander Ross est à nouveau mandaté pour concevoir l'ensemble architectural, comprenant l'orphelinat et sa chapelle, ultérieurement consacrée sous le vocable de l'église Saint Margaret. Les travaux de construction sont immédiatement engagés.

### Mariage de Charlotte Temple
À l'automne 1875, Harry Farr Yeatman, officier retraité de la Royal Navy, s'installe discrètement à Aberlour, domaine appartenant à Margaret Macpherson Grant. Son arrivée suscite rapidement l'intérêt local, notamment après la publication dans le London Standard d'un récit élogieux relatant ses performances lors d'une partie de chasse sur les terres de leur bienfaitrice. En décembre, un événement personnel bouleverse la dynamique : les fiançailles de Yeatman avec Charlotte Temple, jeune protégée de Margaret Macpherson Grant. Cette alliance provoque des réactions émotionnelles complexes chez Macpherson Grant, oscillant entre un soutien mesuré et une détresse sourde à l'idée de se séparer de sa protégée. Le 11 décembre 1875, un incident critique survient à Aberlour House : un incendie dont l'origine demeure indéterminée nécessite l'intervention immédiate pour extraire Macpherson Grant de la zone de danger. Cette séquence traumatique semble avoir significativement altéré son état psychologique et les observations cliniques ultérieures révèlent un tableau nosographique caractérisé par des épisodes de confusion mentale prononcée. Les manifestations psychopathologiques se traduisent par des reconstructions mnésiques incohérentes et des délires interprétatifs : alternativement, le Margaret Macpherson Grant affirme avoir soustrait une domestique aux flammes, puis rapporte une expérience fictive de traumatisme crânien. Ces symptômes suggèrent une possible séquelle neuropsychologique consécutive à l'exposition à un événement potentiellement traumatogène, induisant des mécanismes de dissociation cognitive et des perturbations importantes des processus de mémorisation.
Le 8 février 1876 est célébré le mariage de Harry Farr Yeatman et Charlotte Temple à l'église Saint Peter, située sur Eaton Square à Londres. Préalablement, Temple entreprend une démarche administrative significative en contactant Simon Keir, collaborateur des agents de Macpherson Grant chez Milne & Co, afin de réorienter la transmission de ses relevés de compte. Initialement, ces documents sont directement adressés à Macpherson Grant. Temple sollicite leur transmission à M. Falconer, l'avocat de Macpherson Grant à Édimbourg. Cette requête provoque une réaction hostile de Keir, qui interprète cette intervention comme une ingérence inappropriée. En réponse, Keir rédige un acte de révocation documentaire annulant les précédents testaments de Macpherson Grant. En novembre 1876, il se rend à Aberlour où Margaret Macpherson Grant, sous une influence probablement contestable, signe ledit acte, invalidant ainsi toute prétention successorale de Charlotte Temple-Yeatman. Les témoignages contemporains, notamment celui de Rachel Lang, décrivent Margaret Macpherson Grant dans un état psychologique détérioré : dépressive et significativement dépendante à l'alcool, elle traverse une phase cliniquement qualifiable de troubles psychotiques. Son décès survient le 14 avril 1877, consécutivement à une paralysie partielle, avant l'achèvement de ses projets philanthropiques (orphelinat et église) et deux semaines avant son quarante-troisième anniversaire. Elle est inhumée dans le cimetière paroissial d'Aberlour, dans l'allée funéraire qu'elle avait précédemment aménagée pour les sépultures familiales.

## Héritage
Le décès intestat de Margaret Macpherson Grant suscite un contentieux successoral complexe, porté devant la Court of Session d'Écosse. Falconer, le fiduciaire, envisage initialement la dévolution successorale aux héritiers collatéraux paternels, les Proctor, établis dans diverses localités du nord-est écossais. L'avocat des Yeatman, le maître Fraser, élabore une argumentation juridique subtile. Il affirme que la signature de l'acte de révocation par Margaret Macpherson Grant résulte d'une contrainte exercée par Simon Keir, qui tire profit du déclin manifeste de l'état de santé Margaret Macpherson Grant. Fraser souligne l'invraisemblance que Macpherson Grant ait souhaité transmettre sa succession à des héritiers qu'elle ne connaît vraisemblablement pas, mettant en lumière l'absence de liens familiaux et l'origine maternelle de sa fortune, constituée par son oncle maternel. Après une phase de négociations privées d'environ une heure, les représentants légaux parviennent à un compromis. Le Lord Advocate, président de séance, avalise des conditions équilibrées : la dévolution successorale principale échoit aux Proctors, tandis que les Yeatman obtiennent un règlement transactionnel substantiel, agrémenté d'un ensemble bijoutier symbolique comprenant une montre en or et une broche en diamant. Un compte rendu juridique ultérieur de 1882 révèle que ce règlement amiable soustrait le public à une potentielle narration sentimentale complexe, laissant entrevoir les nuances d'une histoire familiale et successorale intriquée.

## Événements ultérieurs
Les Yeatman s'installent dans le Dorset, où ils accueillent un fils prénommé Harry Farr Yeatman. Tragiquement, ce dernier perd la vie en 1917, à l'âge de 37 ans, durant la Première Guerre mondiale. Sa mémoire est honorée par un mémorial situé à l'église Saint Barnabas, à Sturminster Newton, dans le Dorset.
William Grant (1809-1877), membre de la famille Grant et fils de James William Grant, contribue significativement au financement de l'orphelinat et de sa chapelle, l'église Saint Margaret. À son décès en 1877, il lègue un montant de 8 000 livres sterling destiné à parachever ces infrastructures. L'église Saint Margaret est officiellement achevée le 23 novembre 1879. Au cours des décennies suivantes, l'édifice connaît plusieurs phases d'agrandissement et de rénovation, témoignant de son importance architecturale et culturelle. L'église continue de servir activement comme lieu de culte. L'orphelinat devient rapidement une institution majeure, se hissant au rang de deuxième plus grand foyer pour enfants en Écosse. Il maintient ses activités jusqu'en 1967, date de sa fermeture définitive. Bien que le bâtiment soit démoli, son clocher subsiste dans un jardin commémoratif adjacent à l'église, préservant ainsi un élément symbolique de son histoire. L'association caritative originelle poursuit aujourd'hui ses missions sous la dénomination d'Aberlour Child Care Trust, perpétuant l'héritage philanthropique initial de William Grant.
La succession des Proctors, confrontée à des contraintes économiques insurmontables pour maintenir leur domaine, procède à sa cession à John Ritchie Findlay, propriétaire et éditeur influent du journal The Scotsman. Findlay développe stratégiquement son patrimoine foncier régional et se distingue comme un propriétaire terrien particulièrement bienveillant, engagé dans l'amélioration substantielle des conditions de vie de ses métayers. Son décès survient en 1898 sur les terres mêmes qu'il avait considérablement valorisées et modernisées. Quelques années plus tard, l'entreprise agroalimentaire Walkers Shortbread entreprend une restauration méticuleuse d'Aberlour House, qui devient son siège social, inscrivant ainsi le bâtiment dans une nouvelle dynamique économique.